# Mammillaria backebergiana

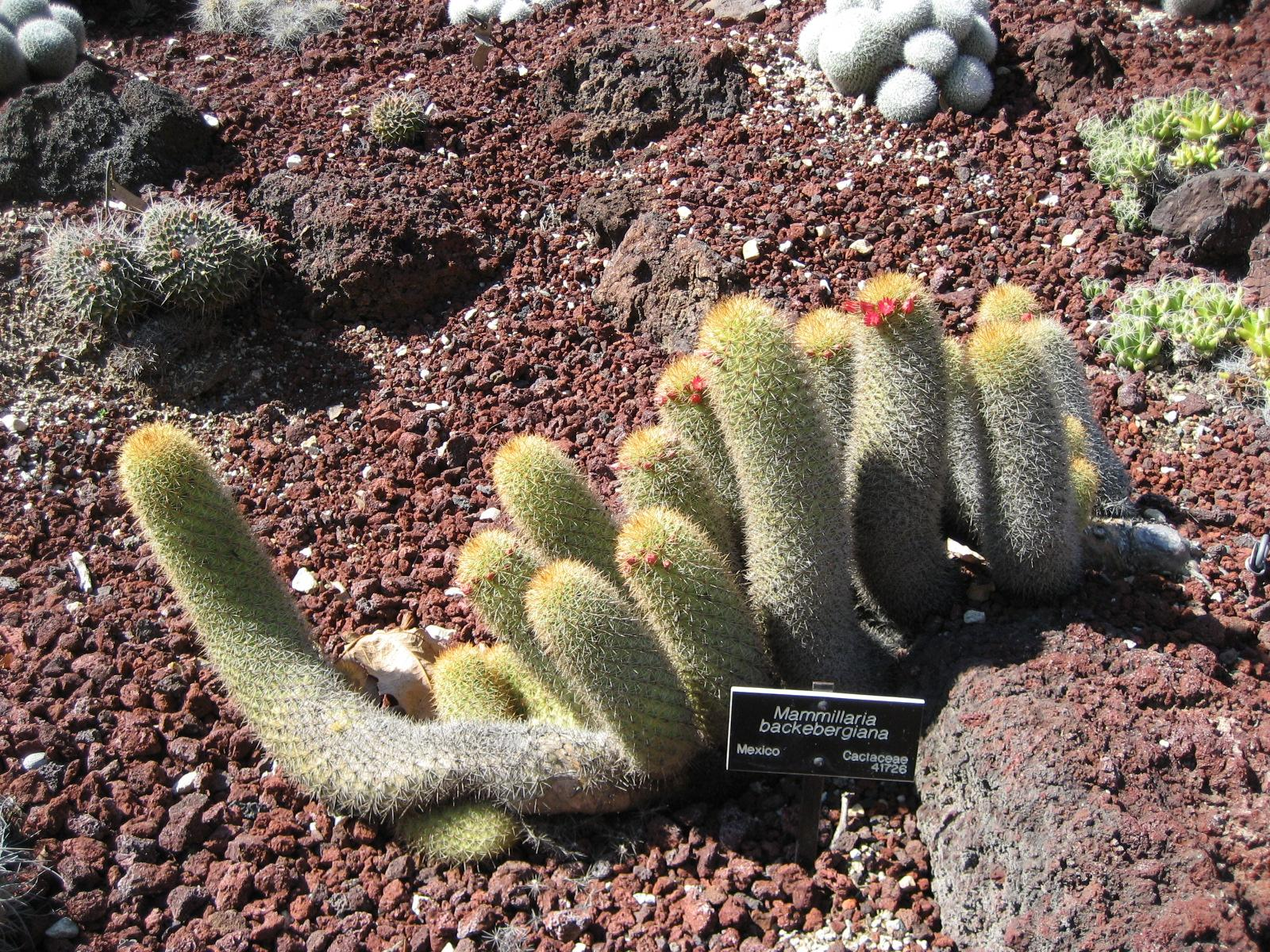
Mammillaria backebergiana в Гантінгтонському ботанічному саду

Mammillaria backebergiana (укр. Мамілярія Бакеберга) — сукулентна рослина з роду мамілярія родини кактусових.

## Етимологія
Видова назва носить ім'я німецького систематика кактусів Курта Бакеберга.

## Ареал
Mammillaria backebergiana є ендемічною рослиною Мексики. Ареал розташований у штатах Мічоакан, Ґерреро, Мехіко, Коауїла (в околицях міста П'ьєдрас-Неграс (ісп. Piedras Negras). Зростає на скелях, на висоті від 1 400 до 1 600 метрів над рівнем моря.

## Морфологічний опис
Рослина зазвичай поодинока.
| Орган              | Опис |
| Коріння            | |
| Стебло             | циліндричне, до 30 (-45) см заввишки, 5-6 (-7,5) см в діаметрі. |
| Епідерміс          | |
| Маміли             | короткі, пірамідальні, без кутів, з молочним соком. |
| Ареоли             | |
| Аксили             | голі або з декількома щетинками, рідко до 3-х щетинок. |
| Центральні колючки | 1-3, прямі, слабо-голчасті, від жовтувато-коричневого до коричневого відтінку, завдовжки 7-8 см.                                                                                 |
| Радіальні колючки  | зазвичай 10-12, жовтувато-білі, з коричневими кінцями, з віком стають темнішими — коричнево-сірими, завдовжки 8-10 мм.                                                           |
| Квіти              | невеликі, рясно формуються в декілька кілець, дещо звужені при розкритті, соковито-багрянисто-червоні, завдовжки 18-20 мм, в діаметрі 10-13 мм, маточка із зеленими приймочками. |
| Плоди              | зверху тьмяно-зелені, знизу білуваті, в зрілості багрянисто-червоні. |
| Насіння            | коричневе. |

## Підвиди
- Типова рослина (Mammillaria backebergiana subsp. backebergiana) виростає з товстішим стеблом в діаметрі і довгий час залишається поодинокою.
- Підвид Mammillaria backebergiana subsp. ernestii більш охоче кущиться, його стебло менших розмірів і більш темно-зеленого відтінку, ніж у типової форми.

## Охоронні заходи
Mammillaria backebergiana входить до Червоного Списку Міжнародного Союзу Охорони Природи видів, даних про які недостатньо (DD).
Загрози цьому виду мало вивчені.
У Мексиці ця рослина занесена до Національного переліку видів, що перебувають під загрозою зникнення, де вона включена до категорії «потребує спеціального захисту».
Охороняється Конвенцією про міжнародну торгівлю видами дикої фауни і флори, що перебувають під загрозою зникнення (CITES).